# Samuel Bak
Pour les articles homonymes, voir Bak.
Samuel Bak (né le 12 aout 1933 à Vilnius, Lituanie) est un peintre américain d'origine lituanienne. Survivant de la Shoah, son œuvre représente, par des symboles, métaphores et allégories, un monde perdu et une quête de reconstruction.

## Biographie
Samuel Bak est né à Wilno (aujourd'hui Vilnius en Lituanie), à l'époque sous domination polonaise. Il décrit sa famille comme laïque, mais fière de son identité juive. Bak a été reconnu dès son plus jeune âge comme ayant un talent artistique.
En 1939, lorsque Bak avait six ans, la guerre a pour conséquence le transfert de Wilno de la Pologne à la Lituanie. Lorsque Wilno a été occupé par l'Allemagne le 24 juin 1941, Bak et sa famille ont été forcés de s'installer dans le ghetto . À l'âge de neuf ans, il a tenu sa première exposition à l'intérieur du ghetto. Bak et sa mère ont cherché refuge dans un couvent bénédictin où une religieuse catholique nommée Maria Mikulska a tenté de les aider. Après leur retour dans le ghetto, ils ont été déportés dans un camp de travaux forcés, le camp de travail HKP 562, mais se sont à nouveau réfugiés dans le couvent où ils sont restés cachés jusqu'à la fin de la guerre.
À la fin de la guerre, Samuel et sa mère étaient les seuls membres de sa famille à survivre. Son père, Jonas, a été abattu par les Allemands en juillet 1944, quelques jours seulement avant la libération de Samuel. Bak a décrit la situation, "quand en 1944 les Soviétiques nous ont libérés, nous étions deux parmi deux cents des survivants de Vilna - d'une communauté qui en comptait 70 ou 80 000". Bak et sa mère en tant que citoyens polonais d'avant-guerre ont été autorisés à quitter Wilno occupé par les Soviétiques et à se rendre dans le centre de la Pologne, s'installant d'abord brièvement à Łódź . Ils quittèrent bientôt la Pologne et se rendirent dans la zone occupée américaine de l'Allemagne. De 1945 à 1948, lui et sa mère ont vécu dans des camps de personnes déplacées en Allemagne. Il a passé la majeure partie de cette période au camp de Landsberg am Lech en Allemagne. C'est là qu'il a peint un autoportrait peu de temps avant de répudier sa cérémonie de Bar Mitzvah . Bak a également étudié la peinture à Munich pendant cette période et a peint "Une mère et son fils", 1947, qui évoque certains de ses souvenirs sombres de l' Holocauste et de la fuite de la Pologne occupée par les Soviétiques.
En 1948, Bak et sa mère ont immigré en Israël . En 1952, il étudie l'art à l' Académie Bezalel des Arts et du Design de Jérusalem. Après avoir servi dans les Forces de défense israéliennes, il poursuit ses études à Paris (à partir de 1956 à l' École nationale supérieure des Beaux-Arts ). Il vit ensuite à Rome de 1959 à 1966, à New York, de 1974 à 1977, à Tel Aviv, de 1977 à 1980, à Paris, de 1980 à 1984, à Lausanne, de 1984 à 1993. Cette année-là, il s'installe définitivement aux États-Unis dont il obtient la citoyenneté.
En 2001, Bak est retourné à Vilnius pour la première fois et a depuis visité sa ville natale à plusieurs reprises.
Un musée lui est consacré à Vilnius, sous l’égide du Musée Juif Gaon. Il existe également une galerie Samuel Bak au Holocaust Museum de Houston. Une collection d'œuvres de Samuel Bak est exposée en permanence à la Pucker Gallery de Boston, Massachusetts, États-Unis.

## Style et influences
Samuel Bak est un artiste conceptuel recourant à  des éléments du post-modernisme car il utilise différents styles et modes d'expression artistiques. Il fait en particulier usage du surréalisme (Dalí, Magritte), du cubisme (Picasso), du pop art (Warhol et Lichtenstein) et de citations des anciens maîtres.
L'artiste ne peint jamais de scènes directes de mort massive. Au lieu de cela, il utilise l'allégorie, la métaphore et certains dispositifs artistiques tels que la substitution : des jouets au lieu des enfants assassinés qui ont joué avec eux, des livres, au lieu des gens qui les lisent. D'autres dispositifs sont des citations d'œuvres antérieures, par exemple de Dürer et Michelange.
À la fin des années 1980, Bak a parlé de ses peintures, déclarant qu'elles transmettaient «un sentiment d'un monde qui a été brisé». Il transforme ces prototypes en déclarations ironiques. L'ironie dans l'art de Samuel Bak ne signifie pas la parodie ou la dérision, mais plutôt le désenchantement et la tentative de s'éloigner de la douleur.
Les symboles récurrents sont : l'enfant du ghetto de Varsovie, les cheminées du crématorium ou de vastes arrière-plans de paysages de la Renaissance qui symbolisent l'indifférence du monde extérieur. Celles-ci forment un contraste inquiétant avec les images cassées et endommagées au premier plan. Les tableaux de Samuel Bak provoquent une gêne, ils sont un avertissement contre la complaisance, un rempart contre l'amnésie collective en référence à tous les actes de barbarie, dans le monde et à travers les âges, à travers son expérience personnelle du génocide.
Bak continue de faire face à l'expression artistique de la destruction et de la déshumanisation qui composent ses souvenirs d'enfance. Il parle de ce qui est considéré comme les atrocités indicibles de l'Holocauste, bien qu'il hésite à limiter son art au genre post-Holocauste.